# Poljane, Cerkno
Poljane so vas v Občini Cerkno, ki stoji dobra 2 km iz Cerknega v smeri Cerkno - Novaki - Smučarski center Cerkno.
Šteje okoli 70 prebivalcev, ki so v glavnem zaposleni v bližnjih krajih. Otroci obiskujejo osnovno šolo v Cerknem oz. kasneje v bolj oddaljenih krajih.
Nekaj hiš stoji v dolini ob cesti proti Novakom (proti smučarskemu centru Cerkno), nekaj pa višje v strnjenem naselju, kamor pripelje asfaltna cesta. Iz vasi vodi ena od poti na Porezen (1632 m n. m.) in sprehajalna pot do partizanske bolnišnice Franja, v drugo smer pa strmejša pot v sosednjo vas Labinje. Med drugo svetovno vojno je tu delovala kurirska karavla P-35 in prav zaradi sodelovanja vasi z narodnoosvobodilnim bojem so Nemci takrat tudi požgali nekaj hiš.